# Olof Arenius
Olof Arenius (Bro, 16 dicembre 1701 – Stoccolma, 5 maggio 1766) è stato un pittore svedese.
Allievo di David von Krafft e imitatore della pittura fiamminga, fu celebre ritrattista.